# ألان ماريوت
ألان ماريوت (بالإنجليزية: Alan Marriott)‏ هو لاعب كرة قدم بريطاني في مركز حراسة المرمى، ولد في 3 سبتمبر 1978 في بيدفورد في المملكة المتحدة. لعب مع توتنهام هوتسبير وروشدين ودايموندز ونادي لينكولن سيتي ونادي مانسفيلد تاون.

## وصلات خارجية
- ألان ماريوت على موقع قاعدة بيانات كرة القدم.إي يو (الإنجليزية)
- ألان ماريوت على موقع Soccerbase.com (لاعب) (الإنجليزية)